# 아와야마카와역
아와야마카와역(일본어: 阿波山川駅)은 일본 도쿠시마현 요시노가와시에 위치한 시코쿠 여객철도 도쿠시마 선의 철도역이다. 역 번호는 B14이며, 단선 승강장 1면 1선의 구조를 갖춘 지상역이다.

## 이용 현황
| 연도     | 하루 평균 | 연도     | 하루 평균 |
| 1995년도 | 776       | 2003년도 | 512       |
| 1996년도 | 792       | 2004년도 | 507       |
| 1997년도 | 718       | 2005년도 | 599       |
| 1998년도 | 679       | 2006년도 | 511       |
| 1999년도 | 657       | 2007년도 | 481       |
| 2000년도 | 608       | 2008년도 | 484       |
| 2001년도 | 572       | 2009년도 | 439       |
| 2002년도 | 537       | 2010년도 | 438       |
| -------- | --------- | -------- | --------- |

## 역 주변
- 요시노가와 시 야마카와 청사
- 요시노가와 시립 야마카와 도서관

## 역사
- 1900년 8월 7일 : 유다테역으로서 개업.
- 1957년 4월 1일 : 아와야마카와역으로 개칭.
- 1987년 4월 1일 : 일본국유철도 분할 민영화에 의해, 시코쿠 여객철도가 승계.
- 2010년 10월 1일 : 무인화.

## 인접 역
| 시코쿠 여객철도             | 시코쿠 여객철도 | 시코쿠 여객철도               |
| --------------------------- | --------------- | ----------------------------- |
| B 09 가모지마 도쿠시마 방면 | 특급 '쓰루기산' | 아나부키 B 16 아와이케다 방면 |
| B 13 야마세 사코 방면       | 보통            | 가와타 B 15 쓰쿠다 방면       |